# Laila Peak (Hushe-völgy)
A Laila Peak (urduul: لیلی چوٹی) egy 6096 m magas hegy a Karakorumban, a Gondogoro-gleccser közelében, a Hushe-völgyben, Pakisztán Gilgit-Baltisztán régiójában. Jellegzetes lándzsaszerű alakja van, északnyugati oldala pedig egy 45 fokos, több mint 1500 méter magas meredek lejtő. Magassága viták és ellentmondások tárgyát képezi. Különböző források és térképek eltérő magasságokat adnak meg a csúcsra vonatkozóan. Egyesek szerint körülbelül 6200 méter, mások szerint 6614 méter. Tsuneo Miyamori japán hegymászó 2003-ban kiadott térképe szerint azonban a Laila Peak magassága 6096 méter.

## Elhelyezkedés
A Laila Peak a Gondogoro-gleccser északi részén, a Xhuspang kemping közelében található. A Laila Peak 33 km-re délnyugatra fekszik a K2-től, a világ második legmagasabb hegyétől, valamint 19 km-re délnyugatra a Concordiától.

## Mászási története
A csúcsot kezdetben többször is megmászták nem hivatalosan (a szükséges hatósági engedélyek nélkül). Ide tartozik az első megmászás 1987-ben a brit Simon Yates, Sean Smith és Mark Miller által, akik a hegyet a nyugati falon keresztül mászták meg. Az első hivatalos megmászást 1997-ben egy olasz hegymászócsapat hajtotta végre.
2025. július 28-án Laura Dahlmeier német biatlonista, körülbelül 5700 m magasságban, kőhullás következtében életét vesztette a Laila Peak-en.

## Fordítás
- Ez a szócikk részben vagy egészben  a   Laila Peak (Hushe Valley) című angol Wikipédia-szócikk ezen változatának fordításán alapul.  Az eredeti cikk szerkesztőit annak laptörténete sorolja fel. Ez a jelzés csupán a megfogalmazás eredetét és a szerzői jogokat jelzi, nem szolgál a cikkben szereplő információk forrásmegjelöléseként.
- Ez a szócikk részben vagy egészben  a   Laila Peak (Masherbrum-Berge) című német Wikipédia-szócikk ezen változatának fordításán alapul.  Az eredeti cikk szerkesztőit annak laptörténete sorolja fel. Ez a jelzés csupán a megfogalmazás eredetét és a szerzői jogokat jelzi, nem szolgál a cikkben szereplő információk forrásmegjelöléseként.